# Glossina severini
Glossina severini
Pour les articles homonymes, voir Mouche et Goma Tsé-Tsé.
Espèce
Glossina severini est l'une des 23 espèces reconnues de glossines (genre Glossina) et appartient au groupe forestier/fusca (sous-genre Austenina).

## Répartition
Glossina severini a été signalée historiquement dans de petites zones autour des montagnes de l'est de la République démocratique du Congo, près des frontières avec l'Ouganda et le Rwanda,. Cependant, une revue de la littérature scientifique de 1990 à 2020 a révélé qu'aucune étude entomologique n'avait été menée dans ces zones ; il n'existe donc aucune information récente publiée sur la répartition géographique de l'espèce.